# Itilliatsiaq (Qaqortoq)
Itilliatsiaq [iˈtˢiɬːiˌat͡siɑq] (nach alter Rechtschreibung Itivdliatsiaĸ) ist eine wüst gefallene grönländische Siedlung im Distrikt Qaqortoq in der Kommune Kujalleq.

## Lage
Itilliatsiaq liegt abgelegen auf einer Halbinsel im Süden der großen Insel Nunakuluut (Nunarsuaq). 39 km östlich liegt Qassimiut.

## Geschichte
Itilliatsiaq wurde vor 1895 besiedelt. Im selben Jahr sank zwei Kilometer südlich die Hvidbjørnen. 1905 wurde der Ort aufgegeben und die Bewohner zogen nach Saqqarmiut, das 27 km nordöstlich liegt.